# إيرل غراهام
إيرل غراهام (بالإنجليزية: Earl Graham)‏ هو فارس أمريكي، ولد في 1911 في لوس أنجلوس في الولايات المتحدة، وتوفي في 22 سبتمبر 1927.